# Jon Bentley
Jon Louis Bentley (Long Beach, California, 20 de fevereiro de 1953) é um cientista da computação estadunidense. Ficou conhecido por ter inventado as árvores k-d.
Bentley recebeu seu grau de bacharel matemática pela Universidade de Stanford, em 1974, e o mestrado e PhD, em 1976, pela Universidade da Carolina do Norte em Chapel Hill; enquanto um aluno, ele também realizou estágios na Xerox PARC e no Centro de Aceleração Linear de Stanford. Depois de receber o seu Ph.D., entrou para a Carnegie Mellon University como professor assistente em ciência da computação e matemática.